# Штефаник, Милан Растислав
Ми́лан Растислав Штефа́ник (словац. Milan Rastislav Štefánik слушатьо файле; 21 июля 1880, Кошариска — 4 мая 1919, Иванка-при-Дунае) — словацкий астроном, политик, генерал французской армии. В 1914—1918 гг. — видный деятель словацкого национального движения в эмиграции, в феврале 1916 года участвовал в создании Чехословацкого национального совета и стал одним из его руководителей. Занимался созданием чехословацких легионов в Сербии, Румынии, России, Италии. В 1918 году — один из руководителей антисоветской интервенции в Сибири .

## Биография
Родился в деревне Кошариска у Брезовой-под-Брадлом шестым из двенадцати детей в семье лютеранского пастора Павла Штефаника. Был лучшим учеником в кошарицкой школе. В 9 лет учился в школе в Шаморине, потом продолжил учёбу в лютеранском лицее в Братиславе. После окончания средней школы Штефаник поступил в Пражский Карлов университет. Во время учёбы был председателем кружка словацких студентов «Детван» и писал статьи в журнал «Час». В 1904 году защитил докторскую диссертацию.
В ноябре 1904 года Штефаник переехал в Париж, где с 1905 года начал работать в обсерватории Пьера Жансена. Наиболее плодотворным для молодого учёного был 1906 год, когда Штефаник опубликовал семь научных работ в области астрономии. После ухода Пьера Жансена с поста директора, Штефаник также ушёл из обсерватории и отправился в Туркестан с французской экспедицией, которая была должна наблюдать затмение Солнца 13 января 1907 года. По дороге остановился в Пулковской обсерватории и посетил Льва Толстого. После возвращения в 1907 получил престижную Премию Жансена.
С 1908 года Штефаник находился в научных экспедициях в Алжире и Тунисе. В 1908 году отправился на Таити, где должен был наблюдать Комету Галлея. В 1912 году Академия наук посылает Штефаника в Бразилию для наблюдения затмения Солнца. В 1913 году Штефаник был послан с дипломатической миссией в Эквадор — французское правительство собиралось построить сеть телеграфных и метеорологических станций в Эквадоре и на Галапагосских островах, Штефаник должен был получить разрешение правительства Эквадора. За успех миссии в 1914 году был награждён Орденом почётного легиона.
После начала Первой мировой войны записался в лётную школу в Шартре и в звании подпоручика отправился на фронт в апреле 1915 года, воевал в Сербии. Пытался получить согласие на организацию чехословацкой эскадрильи. При эвакуации аэродрома в Нише потерпел авиакатастрофу и был отправлен в госпиталь в Рим. 13 декабря 1915 года встретился с Эдвардом Бенешем, с которым договорился о совместных действиях, направленных на создание единого самостоятельного чехословацкого государства. В феврале 1916 года стал одним из создателей Чехословацкого национального совета. Председателем его стал Томаш Масарик, заместителями — Йозеф Дюрих и Штефаник. В течение 1916—1917 гг. занимался в различных государствах набором добровольцев в чехословацкие легионы, призванные стать основой чехословацкой армии.
В августе 1916 года направился в Россию, где встречался в Могилёве с генералом Морисом Жаненом, тогдашним главой чрезвычайной французской военной миссии при Ставке Верховного главнокомандующего русской армии, а также провёл переговоры с императором Николаем II и начальником генштаба генералом Алексеевым. В Киеве Штефаник и Дюрих тогда же подписали соглашение с представителем словацкой общины США Г. Кошиком о признании ЧНС руководящим органом чешского и словацкого сопротивления в эмиграции. Позже был направлен от лица французского правительства в Румынию, где ему за непродолжительное время удалось набрать 1500 добровольцев в чехословацкие легионы. После Февральской революции 1917 года Штефаник вновь посетил Россию, где ему удалось закрепить сотрудничество ЧНС с Временным правительством. Летом 1917 года выезжал в США для набора добровольцев и переговоров с представителями местной чешской и словацкой общин.
Результатом многомесячных дипломатических усилий Штефаника стало решение французского правительства от 16 декабря 1917 года о создании во Франции чехословацкой армии.
В феврале 1918 года Штефаник поехал в Италию, где договорился с итальянскими властями о помощи в создании чехословацкой армии. Штефаник в то время уже был генералом французской армии. 14 октября 1918 года Чехословацкий национальный совет был провозглашен правительством Чехословакии, а сам Штефаник стал министром обороны. 13 ноября 1918 года он отправился во Владивосток, чтобы договориться о выводе Чехословацкого корпуса из России, 25 января 1919 года снова отправился во Францию.

### Трагическая гибель

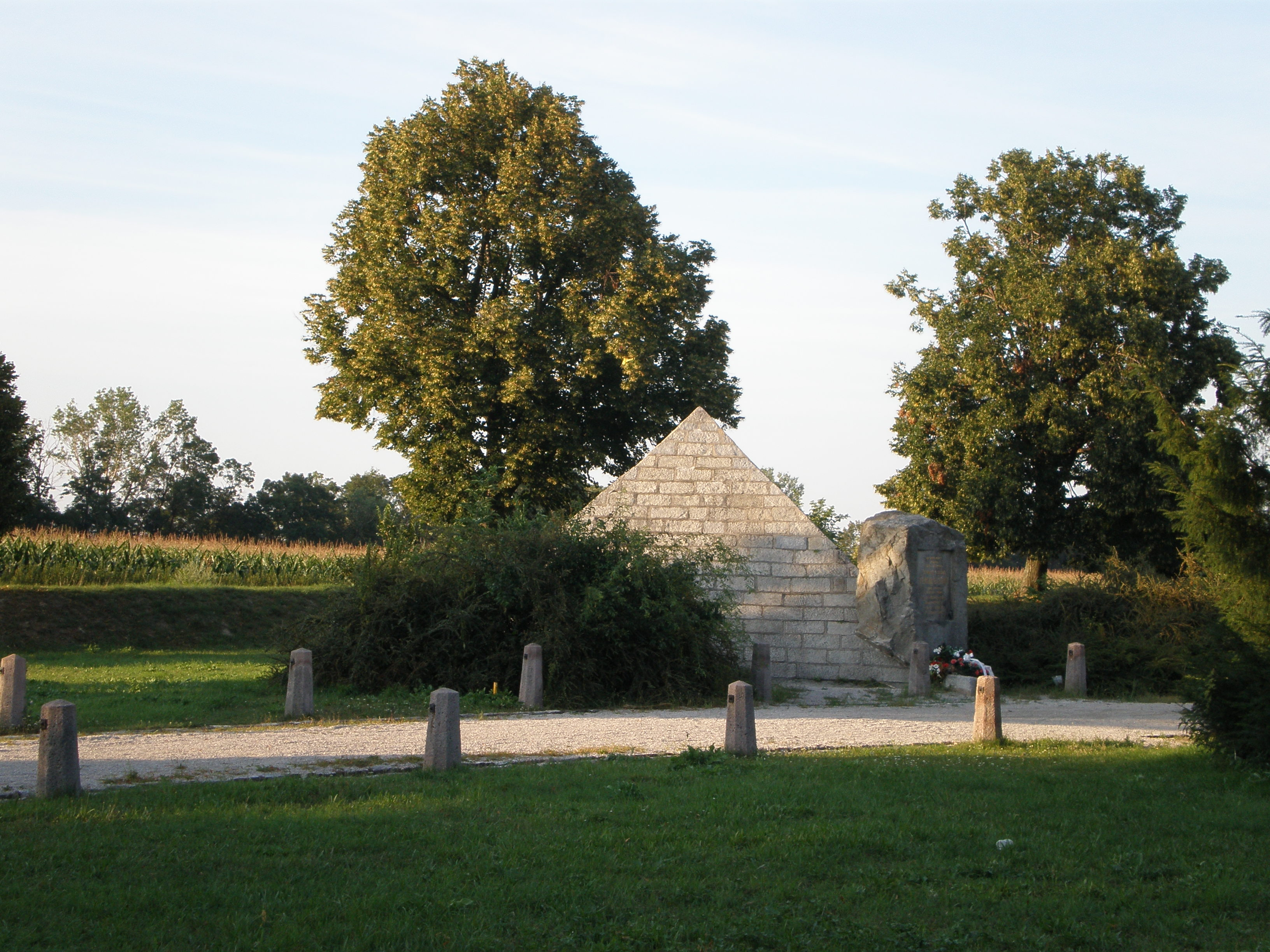
Памятник на месте крушения самолёта недалеко Иванки-при-Дунае

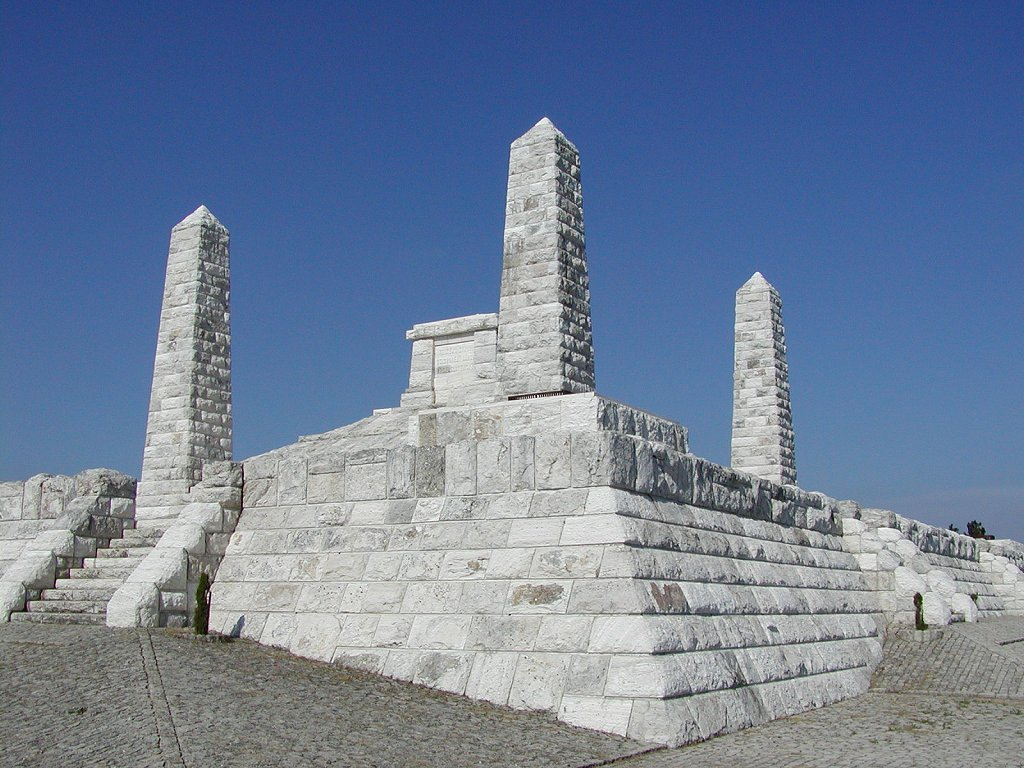
Могила Милана Растислава Штефаника — национальный памятник культуры Словакии

4 мая 1919 года Штефаник вылетел из Удине в Братиславу самолётом типа Caproni 450. Приземлиться Штефаник должен был на аэродроме в Вайнорах, но при подлёте самолёт упал недалеко от аэродрома. Штефаник и трое членов экипажа погибли.
По официальной версии, причиной падения могла быть плохая погода и техническое состояние самолёта. Реконструкция полёта, осуществлённая Павлом Канисом в процессе подготовки фильма «Штефаник. История героя. Родина» (Štefánik. Príbeh hrdinu. Vlasť), указала, что в погодных условиях, в которых происходило приземление, самолёт Штефаника имел недостаточную скорость для успешного выполнения манёвра, из чего Павел сделал вывод, что авария была непредумышленная.
Существуют теории, что самолёт Штефаника был сбит. Некоторые из них твердят, что за этим инцидентом стоит Эдвард Бенеш, с которым Штефаник имел огромные разногласия по поводу устройства будущей Чехословакии.

## Память
- В честь Штефаника названа обсерватория в Праге — Обсерватория Штефаник и Мост Штефаника.
- В Братиславе именем Штефаника назван аэропорт.
- В 1991 году был учреждён чехословацкий орден Милана Растислава Штефаника (упразднён в 1992 году).
- В 1994 году учреждена государственная награда Словакии — Крест Милана Растислава Штефаника.
- В 2019 году Национальный банк Словакии выпустил памятную монету 2 евро, посвященную Милану Растиславу Штефанику[7]
- В 2021 году словацкий производитель Biatec выпустил лимитированную (100 единиц) серию часов, посвящённую генералу с его изображением на циферблате.